# مترولوژی سطح
مترولوژی سطح، روش اندازه‌گیری ویژگی‌ها در مقیاس کوچک بر روی سطوح است و شاخه‌ای از علم اندازه‌گیری (مترولوژی) است. فرم اولیه سطح، شکست پذیری سطح و زبری سطح پارامترهایی هستند که معمولاً با این زمینه مرتبط هستند. این زمینه علمی برای بسیاری از رشته‌ها حائز اهمیت است و بیشتر به دلیل ماشینکاری قطعات و مجموعه‌های دقیق که حاوی سطوح جفت شونده هستند یا باید با فشارهای داخلی بالا کار کنند، شناخته شده‌است.
پرداخت سطوح ممکن است به دو روش اندازهگیری شود: روشهای تماسی و روشهای غیر تماسی. روش‌های تماس شامل کشیدن یک قلم اندازه‌گیری بر روی سطح است. این ابزارها پروفیلومتر نامیده می‌شوند. روش‌های غیر تماسی شامل: تداخل سنجی، هولوگرافی دیجیتال، ریزبینی کانونی، تغییر فوکوس، نور ساختار یافته، ظرفیت الکتریکی، میکروسکوپ الکترونی، فتوگرامتری و پروفیلومترهای غیر تماسی می‌باشند.

## بررسی اجمالی
متداول‌ترین روش برای مترولوژی سطوح، استفاده از پروفیلومتر قلم الماس است. قلم به‌طور عمود بر روی سطح قرار می‌گیرد. پویشگر (نوک قلم) معمولاً در امتداد یک خط مستقیم بر روی یک سطح صاف یا به صورت قوس مدور در اطراف یک سطح استوانه‌ای ردیابی می‌شود. به طول مسیری که پویشگر ردیابی می‌کند طول سنجش گفته می‌شود. طول موج کمترین فرکانسی که برای تجزیه و تحلیل داده‌ها استفاده می‌شود، معمولاً به عنوان طول نمونه‌برداری تعریف می‌شود. اکثر استانداردها توصیه می‌کنند که طول سنجش باید حداقل هفت برابر بیشتر از طول نمونهبرداری باشد و طبق قضیه نمونه برداری نایکوئیست-شنون، طول سنجش باید حداقل دو برابر طول موج ویژگیهای جالب توجه باشد. طول ارزیابی (assessment length or evaluation length)، طول داده‌ای است که برای تجزیه و تحلیل استفاده خواهد شد. معمولاً از هر انتهای طول سنجش، یک طول نمونه دور ریخته می‌شود. اندازه‌گیری‌های سه بعدی را می‌توان توسط پروفیلومتر با اسکن یک ناحیه ۲ بعدی روی سطح انجام داد.
عیب پروفیلومتر این است که وقتی اندازه ویژگی خاصی از سطح به اندازه قلم نزدیک می‌شود دقیق نیست. یکی دیگر از معایب این است که پروفیلومترها در تشخیص عیب‌هایی با اندازه کلی مشابه زبری سطح ناتوانند. ابزارهای غیر تماسی نیز محدودیت‌هایی دارند؛ به عنوان مثال، ابزارهایی که بر اساس تداخل نوری کار میکنند نمی‌توانند ویژگیهایی را اندازهای کمتر از کسری از طول موج عملیاتی دارند را اندازهگیری کنند. این محدودیت می‌تواند اندازه‌گیری دقیق زبری حتی روی اجسام مشترک را دشوار کند، زیرا ممکن است اندازه ویژگی‌های دلخواه آن بسیار کمتر از طول موج نور باشد. بعنوان مثال، طول موج نور قرمز حدود ۶۵۰ نانومتر است، در حالی که زبری متوسط(Ra) یک شافت زمینی ممکن است ۲۰۰ نانومتر باشد.

اولین مرحله تجزیه و تحلیل، فیلتر کردن داده‌های خام برای از بین بردن داده‌های فرکانس بسیار بالا است (که به آن «میکرو زبری» می‌گویند) زیرا این داده‌ها اغلب می‌توانند به ارتعاشات یا بقایای سطح نسبت داده شوند. فیلتر کردن میکرو زبری در یک آستانه مشخص همچنین اجازه می‌دهد تا ارزیابی زبری ساخته شده با استفاده از پروفیلومترهای دارای شعاع توپ قلم مختلف (مثلاً ۲ و ۵ میکرومتر) را به هم نزدیک کنیم. در مرحله بعد، داده‌ها به زبری، موج دار بودن و فرم تقسیم می‌شوند. این کار را می‌توان با استفاده از خطوط مرجع، روش‌های پوششی، فیلترهای دیجیتال، فراکتال یا سایر تکنیک‌ها انجام داد. در آخر، داده‌ها با استفاده از یک یا چند پارامتر زبری یا با نمودار خلاصه می‌شوند. در گذشته، پرداخت سطح معمولاً با دست تحلیل می‌شد. بدین صورت که ردهای زبری بر روی کاغذ نمودار رسم می‌شد و یک ماشین‌ساز باتجربه تصمیم می‌گرفت چه داده‌هایی را نادیده بگیرد و خط میانگین را در کجا قرار دهد. امروزه داده‌های اندازه‌گیری شده در رایانه ذخیره می‌شوند و با استفاده از روش‌های تجزیه و تحلیل سیگنال و آمار مورد تجزیه و تحلیل قرار می‌گیرند.

اثر تکنیک‌های مختلف برداشت سطح در آنالیز پرداخت سطحی
نمودارها نشان می‌دهند که فرکانس قطع فیلتر بر جدایی بین پوسیدگی و زبری چگونه اثر می‌گذارد
تصویر نشان می‌دهد که چگونه یک پروفایل خام از یک اثر از سطح کاری به چهار صورت از یکدیگر مجزا می‌شوند. درون یک پروفایل اصلی ، شکل و موجی بودن و سختی.
تصویر نشان می‌دهد که استفاده از فیلترهای مختلف برای جدا کردن ردیابی از پایان سطح به موج داری و زبری چگونه اثر می‌گذارد.

## تجهیزات

### تماسی (اندازه‌گیری لمسی)

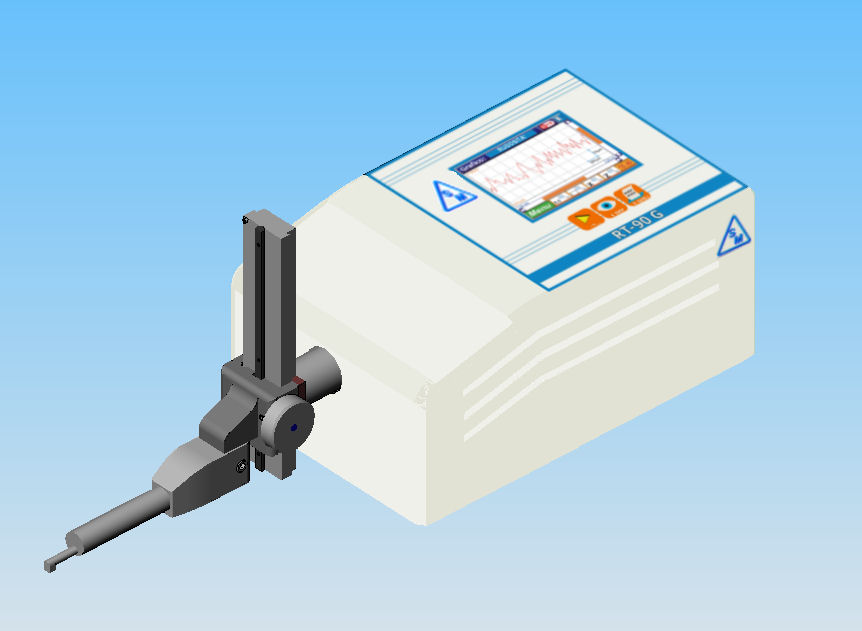
دستگاه قابل حمل تست زبری

ابزارهای تماسی مبتنی بر قلم دارای مزایای زیر هستند:
- سیستم اندازهگیری ناهمواری، موجدار بودن یا فرم بسیار ساده و کافی است، بطوریکه فقط به پروفیل‌های دوبعدی نیاز دارد (به عنوان مثال محاسبه مقدار Ra)
- سیستم هرگز توسط خصوصیات نوری یک نمونه به اشتباه نمی‌افتد (به عنوان مثال بازتابندگی زیاد، شفافیت، یا ریزساختار بودن نمونه)
- قلم در طول فرایند صنعتی خود، روغنی را که بسیاری از اجزای فلزی را پوشش می‌دهد، نادیده می‌گیرد.

فناوری ها
- پروفیلومترهای تماسی - به‌طور سنتی از قلم الماس استفاده کرده و مانند یک گرامافون عمل می‌کند.
- میکروسکوپ‌های نیروی اتمی نیز گاهی پروفیلرهای تماسی در مقیاس اتمی محسوب می‌شوند.

### غیر تماسی (میکروسکوپ‌های نوری)
ابزارهای اندازه‌گیری نوری نسبت به ابزارهای لمسی دارای مزایایی به شرح زیر می‌باشد:
- با سطح هیچ تماسی ندارند، در نتیجه نمونه آسیب نمیبیند.
- سرعت اندازهگیری معمولاً بسیار بیشتر است (تا یک میلیون نقطه سه بعدی در یک ثانیه قابل اندازهگیری است)
- برخی از آن‌ها به جای اندازه‌گیری تک به تک اثرات داده‌ها، برای توپوگرافی سه بعدی سطح ساخته شده‌اند.
- آن‌ها می‌توانند سطوح را از طریق محیط شفاف مانند شیشه یا فیلم پلاستیکی اندازه‌گیری کنند.
- اندازه‌گیری غیر تماسی ممکن است گاهی اوقات تنها راه‌حل برای اندازه‌گیری بسیار نرم (به عنوان مثال رسوب آلودگی) یا بسیار سخت (به عنوان مثال کاغذ ساینده) باشد.

اسکن عمودی:
- تداخل سنجی انسجام
- میکروسکوپ کانفوکال
- تغییر کانونی
- انحراف رنگی کانفوکال

اسکن افقی:
- میکروسکوپ لیزری روبشی
- اسکن نور ساختاری

بدون اسکن:
- میکروسکوپ هولوگرافی دیجیتال

### انتخاب ابزار اندازه‌گیری مناسب
هر وسیله‌ایی دارای معایب و مزایا می‌باشد. اپراتوتر با توجه به کاربرد اندازه‌گیری، به انتخاب ابزار مناسب بپردازد. در ادامه برخی از مزایا و معایب فناوری‌های اصلی مترولوژی اشاره شده‌است:
- تداخل سنجی:

بالاترین وضحوع عمودی میان بقیه تکنیک‌های نوری را دارد. همچنین وضوح جانبی آن، معادل اغلب تکنیک‌های نوری می‌باشد (وضوح جانبی تکنیک کانونی بهتر از آن است). این ابزار توانایی اندازه‌گیری سطوح بسیار صاف را با استفاده از تداخل سنجی تغییر فاز با تکرارپذیری عمودی بالا را داراست. همچنین دارای توانایی اندازه‌گیری قطعات بزرگ (تا ۳۰۰ میلی‌متر) با قطعات مبتنی بر میکروسکوپ می‌باشد. علاوه بر این موارد، می‌توان از تداخل سنجی انسجام با یک منبع نور سفید برای اندازه‌گیری سطوح شیب‌دار یا زبر از جمله فلز ماشینکاری شده، فوم، کاغذ و غیره استفاده کرد. همانند سایر تکنیک‌های نوری، فعل و انفعال نور با نمونه برای این ابزار کاملاً درک نشده‌است (ممکن است که خطاهای اندازهگیری، به خصوص برای اندازهگیری زبری، رخ دهد).
- هولوگرافی دیجیتال:

در این روش می‌توان وضوح توپوگرافی سه بعدی مشابه با با تکنیک تداخل سنجی داست. به دلیل غیر اسکنی بودن این روش، برای اندازه‌گیری نمونه‌های در حال حرکت، سطوحی با شکل متغیر، دینامیک، واکنش‌های شیمیایی، تأثیر میدان الکتریکی یا مغناطیسی بر روی نمونه‌ها و همچنین اندازه‌گیری وجود ارتعاشات، به صورت ویژه برای کنترل کیفیت ایدهآل است.
- تغییر کانونی:

این روش اطلاعات را بصورت رنگی ارائه می‌دهد و امکان اندازهگیری در کنارههای شیب دار و سطوح بسیار ناهموار را داراست. نقطه ضعف این روش این است که نمی‌تواند روی سطوح با زبری پایین مانند ویفر سیلیکون عمل اندازه‌گیری را انجام دهد. کاربرد اصلی این روش نمونه‌های فلزی (قطعات و ابزارهای ماشینکاری شده)، پلاستیک یا کاغذ است.
- ریزبینی کانونی:

این روش به دلیل استفاده از سوراخ پین از مزیت وضوح جانبی بالا برخوردار است؛ اما این عیب را نیز دارد که نمی‌تواند در کنارههای شیب دار اندازهگیری شود. همچنین چون حساسیت عمودی به هدف استفاده میکروسکوپ بستگی دارد، هنگام مشاهده مناطق وسیع، به سرعت وضوح عمودی خود را از دست می‌دهد.
- انحراف رنگی کانونی:

این روش مزیت اندازهگیری برخی از دامنه‌های ارتفاع بدون اسکن عمودی را داراست. همچنین می‌تواند سطوح بسیار ناهموار را با سهولت، و سطوح صاف را تا محدوده یک نانومتری اندازه‌گیری کند. این واقعیت که این سنسورها هیچ قسمت متحرکی ندارند سرعت اسکن بسیار بالایی را فراهم می‌کند و خصوصیت تکرارپذیری بالا را به آن میبخشد. قطعات با روزنه عددی (numerical aperture) بالا می‌توانند در پهلوهای نسبتاً تند اندازهگیری شوند. چند حسگر، با دامنههای اندازهگیری یکسان یا متفاوت، می‌توانند به‌طور همزمان مورد استفاده قرار بگیرند، که امکان استفاده از روشهای اندازه‌گیری دیفرانسیل را فراهم کرده، یا موارد استفاده از سیستم را گسترش می‌دهد.
- پروفیلومتر تماسی:

این روش، متداول‌ترین روش مترولوژی سطح است. مزایای این روش این است که از ابزار ارزان قیمت در آن استفاده شده، و از وضوح جانبی بالاتری نسبت به تکنیک‌های نوری، بسته به شعاع نوک قلم انتخاب شده، برخوردار است. سیستم‌های جدید می‌توانند علاوه بر ردیابی‌های دو بعدی، اندازه‌گیری‌های سه بعدی را نیز انجام دهند؛ همچنین، توانایی اندازهگیری فورم، ابعاد بحرانی(critical dimensions) و همچنین زبری را دارند. با این حال، از معایب این روش این است که نوک قلم باید در تماس فیزیکی با سطح باشد، که ممکن است باعث آلودگی یا آسیب دیدن سطح یا قلم یا هردو شود. علاوه بر آن، به دلیل فعل و انفعال مکانیکی، سرعت اسکن نسبت به روش‌های نوری به‌طور قابل توجهی کندتر است. همین‌طور به دلیل زاویه قلم، پروفیلومترهای قلم نمی‌توانند تا لبه ساختار در حال افزایش را اندازه بگیرند، و باعث ایجاد یک «سایه» یا منطقه تعریف نشده، معمولاً بسیار بزرگتر از آنچه برای سیستم‌های نوری معمول است میشوند.

### وضوح
مقیاس اندازهگیری مورد نظر، به انتخاب نوع میکروسکوپ کمک خواهد کرد.
برای اندازه‌گیریهای سه بعدی، به پویشگر دستور داده می‌شود تا یک ناحیه دوبعدی روی سطح را اسکن کند. فاصله بین نقاط داده ممکن است در هر دو جهت یکسان نباشد.
در برخی موارد، فیزیک دستگاه اندازهگیری ممکن است تأثیر زیادی بر روی دادهها بگذارد. این امر به ویژه هنگام اندازه‌گیری سطوح خیلی صاف بسیار محسوس است. برای اندازه‌گیری تماس، بارزترین مشکل این است که قلم ممکن است سطح اندازه‌گیری شده را بخراشد. مشکل دیگر این است که قلم ممکن است برای رسیدن به انتهای دره‌های عمیق بسیار صاف باشد و ممکن است نوک‌های قله‌های تیز را گرد کند. در این حالت پروب یک مانع فیزیکی است که دقت ابزار را محدود می‌کند.

## پارامترهای زبری
سطح واقعی دارای هندسه پیچیده‌ای می‌باشد به نحوی که نمی‌توان با تعداد محدودی از پارامترها، توضیح کاملی برای آن ارائه کرد و آن را به‌طور کامل توصیف نمود. اگر تعداد پارامترهای مورد استفاده افزایش یابد، می‌توان شرح دقیق‌تری را در مورد آن بدست آورد. یرای همین است که برای اندازه‌گیری سطحی، پارامترهای جدید تعریف می‌شود. معمولاً پارامترهای زبری سطح بر اساس کاربردهای آن در سه گروه دسته‌بندی می‌شوند. این گروه‌ها به عنوان پارامترهای دامنه، پارامترهای فاصله و پارامترهای ترکیبی تعریف می‌شوند.

### پارامترهای زبری مشخصات
پارامترهایی که برای توصیف سطوح استفاده می‌شوند تا حد زیادی شاخص‌های آماری است که از بسیاری از نمونه‌های ارتفاع سطح بدست آمده‌است. برخی از نمونه‌ها عبارتند از:
| پارامتر       | نام                       | شرح                                                                               | نوع    | فرمول                                                                   |
| ------------- | ------------------------- | --------------------------------------------------------------------------------- | ------ | ----------------------------------------------------------------------- |
| Ra، Raa، Ryni | میانگین حسابی مقادیر مطلق | میانگین مقادیر مطلق ارتفاع پروفیل از یک میانگین خط نسبت به نیمرخ اندازه‌گیری می‌شود | دامنه  | {\displaystyle R_{a}={\frac {1}{n}}\sum _{i=1}^{n}\left\|y_{i}\right\|} |
| Rq، RRMS      | میانگین ریشه در مربع      |                                                                                   | دامنه  | {\displaystyle R_{q}={\sqrt {{\frac {1}{n}}\sum _{i=1}^{n}y_{i}^{2}}}}  |
| Rv            | حداکثر عمق دره            | حداکثر عمق نیم رخ زیر خط میانگین با طول نمونه برداری                              | دامنه  | {\displaystyle R_{v}=\min _{i}y_{i}}                                    |
| Rp            | حداکثر ارتفاع قله         | حداکثر ارتفاع نیمرخ بالاتر از میانگین خط در طول نمونه برداری                      | دامنه  | {\displaystyle R_{p}=\max _{i}y_{i}}                                    |
| Rt            | حداکثر ارتفاع نمایه       | حداکثر ارتفاع قله تا دره نیمرخ در طول ارزیابی                                     | دامنه  | {\displaystyle R_{t}=R_{p}-R_{v}}                                       |
| Rsk           | چولگی                     | تقارن نمایه در مورد خط میانگین                                                    | دامنه  | {\displaystyle R_{sk}={\frac {1}{nR_{q}^{3}}}\sum _{i=1}^{n}y_{i}^{3}}  |
| Rku           | کورتوز                    | اندازه‌گیری وضوح مشخصات سطح                                                        | ترکیبی | {\displaystyle R_{ku}={\frac {1}{nR_{q}^{4}}}\sum _{i=1}^{n}y_{i}^{4}}  |
| RS متر        | میانگین قله فاصله         | فاصله متوسط بین قله‌ها در خط میانگین                                               | فضایی  | {\displaystyle RS_{m}={\frac {1}{n}}\sum _{i=1}^{n}S_{i}}               |

این نمونه کوچکی از پارامترهای در دسترس می‌باشد که در استانداردهای ASME B46.1 و ISO 4287 در مورد آن‌ها توضیح داده شده‌است. بیشتر این پارامترها از توانایی‌های پروفایلومتر و سایر سیستم‌های مکانیکی موجود نشات می‌گیرد. علاوه بر آن، در روش جدید اندازه‌گیری ابعاد سطح با کمک ابزار پیشرفته که اندازه‌گیری با دقت بالا را ممکن می‌سازد را ممکن می‌سازد.

### پارامترهای سطح منطقه
زبری سطح می‌تواند برای یک تمام یک محدوده تعریف شود. این مورد اطلاعات Sa را به جای Ra به ما می‌دهد.
در استاندارد ISO 25178 در مورد تمام جزئیات زبری سطح صحبت شده‌است. مزیت پارامترهای پروفایلی این است که:
- دارای دقت بالاتری هستند.
- با کاربردهای واقعی ارتباط بیشتری دارند.
- ممکن کردن اندازه‌گیری با سرعت بالا در دستگاه‌های واقعی (در این روش سرعت اندازه‌گیری Sa بیشار از Ra می‌باشد)

سطوح می‌توانند مقدار فراکتال هم داشته باشند. اندازه‌گیری‌های چند معیاره می‌تواند با آنالیزهای فراکتال معیار بزرگ یا اندازه سطح ساخته شوند.

## فیلتر کردن
برای بدست آوردن مشخصات سطح، تقریباً همه اندازهگیری‌ها تحت فیلترینگ هستند. این یکی از مهمترین مباحث هنگام تعیین و کنترل ویژگی‌های سطح مانند زبری، موجدار بودن و خطای فورم است. مولفههای انحرافات سطح در اندازهگیری باید واضحاً قابل تفکیک باشند تا درک صحیحی بین تأمین کننده و گیرنده سطح از مشخصات مطلوب سطح مورد نظر حاصل شود.
به‌طور معمول، از فیلترهای دیجیتال یا آنالوگ برای جداسازی خطای فورم، موجدار بودن و زبری حاصل از اندازهگیری استفاده می‌شود. روش‌های اصلی فیلتر در چند مقیاس(multi-scale) عبارتند از: فیلتر گاوسی، تبدیل موجک و تجزیه حالت گسسته. سه مشخصه از این فیلترها وجود دارد که باید برای درک مقادیر پارامتری که یک ابزار میتواند محاسبه کند، شناخته شوند:
1. طول موج‌های فضایی که در آنها فیلتر زبری را از موجدار بودن، یا موجدار بودن را از خطای فرم جدا می‌کند.
2. میزان وضوح تصاویر فیلتر، یا میزانی که فیتر دو جزء سطح را از هم جدا میکند.
3. اعوجاج فیلتر، یا میزانی که فیلتر یک جزء طول موج فضایی را در فرایند جداسازی تغییر میدهد.